# Mała Desztna
Mała Desztna (czes. Malá Deštná, 1090 m n.p.m.) – szczyt w Sudetach Środkowych, w środkowej części Gór Orlickich w Czechach.
Szczyt znajduje się około 1,6 km na południe od Zieleńca, dzielnicy polskich Dusznik-Zdroju, na zachód od doliny Dzikiej Orlicy.
Jest to szczyt o kopulastym wierzchołku i stromych zboczach w całości porośnięty lasem dolnoreglowym. Pod względem wysokości Mała Desztna jest drugim wzniesieniem w Sudetach Środkowych. Na szczycie rozlega się obszerna przestrzeń zalesiona młodym lasem, na której w najwyższym punkcie znajduje się punkt wysokościowy. Szczyt jest punktem, z którego rozciąga się widok na okoliczne szczyty i doliny.
U podnóża góry w miejscu byłej szklarni z przełomu XVII–XVIII wieku znajdują się ślady po prowadzonych badaniach archeologicznych. W przeszłości Mała Desztna nazywana była Doupnitą górą.
U podnóża szczytu w kierunku południowym w łęku pomiędzy Małą a Wielka Desztną (czes. Velká Deštná) znajduje się rezerwat przyrody Jelení lázeň, małe wierzchowinowe torfowisko.

## Turystyka
Na szczyt prowadzi szlak turystyczny:
 – czerwony tzw. Jiraszkowy Szlak (Jiráskova cesta).